# Aleksandar Atanasijević
Aleksandar Atanasijević (in serbo Александар Атанасијевић?; Belgrado, 4 settembre 1991) è un pallavolista serbo, opposto dell'Olympiakos.

## Biografia
Il 27 maggio 2022 sposa a Belgrado la pallavolista bulgara Elica Vasileva.

## Carriera

### Club
La carriera professionistica di Aleksandar Atanasijević inizia nel Partizan di Belgrado, dove gioca dalla stagione 2007-08 a quella 2010-11, vincendo lo scudetto nella seconda annata. Nella stagione 2011-12 gioca per la prima volta all'estero, nella Polska Liga Siatkówki, ingaggiato dallo Skra Bełchatów, dove resta per due stagioni e conquista una Coppa di Polonia e una Supercoppa polacca.
Nel campionato 2013-14 viene ingaggiato dalla Sir Safety Perugia, nella Serie A1 italiana: resta legato agli umbri per otto annate, aggiudicandosi tre Supercoppe italiane, due Coppe Italia e lo scudetto 2017-18, impreziosendo le sue prestazioni con diversi riconoscimenti individuali, anche come MVP. Nella stagione 2021-22 torna in forza allo Skra Bełchatów, sempre in Polska Liga Siatkówki.
Dopo un'annata nella Chinese Volleyball Super League in cui conquista lo scudetto con lo Shanghai, venendo inoltre premiato come miglior giocatore straniero, nel campionato 2024-25 viene ingaggiato dall'Olympiakos, nella Volley League greca, vincendo la Coppa di Lega e la Supercoppa greca.

### Nazionale
Nel 2010 si classifica al terzo posto al campionato europeo under 20, mentre un anno dopo vince la medaglia di bronzo al campionato mondiale under 21, venendo premiato anche come miglior realizzatore. Fa inoltre parte della nazionale under 23 che si aggiudica l'argento al campionato mondiale 2013.
Debutta in nazionale maggiore nel 2011, vincendo l'oro al campionato europeo. Un anno dopo prende parte ai Giochi della XXX Olimpiade di Londra e  nel 2013, conquista la medaglia di bronzo al campionato europeo. Dopo aver vinto la medaglia d'argento alla World League 2015, nel 2019 conquista un altro oro al campionato europeo.

## Palmarès

### Club
- Campionato serbo: 1

2010-11
- Campionato italiano: 1

2017-18
- Campionato cinese: 1

2023-24
- Coppa di Polonia: 1

2011-12
- Coppa Italia: 2

2017-18, 2018-19
- Supercoppa polacca: 1

2012
- Supercoppa italiana: 3

2017, 2019, 2020
- Supercoppa greca: 1

2024
- Coppa di Lega: 1

2024-25

### Nazionale (competizioni minori)
- Campionato europeo under 19 2009
- Campionato europeo under 20 2010
- Campionato mondiale under 21 2011
- Campionato mondiale under 23 2013
- Memorial Hubert Wagner 2016

### Premi individuali
- 2009 - Campionato europeo under 19: Miglior attaccante
- 2010 - Campionato europeo under 20: Miglior attaccante
- 2011 - Campionato mondiale under 21: Miglior realizzatore
- 2012 - Mondiale per club: Miglior realizzatore
- 2013 - Campionato europeo 2013: Miglior realizzatore
- 2013 - Campionato mondiale under 23: Miglior opposto
- 2014 - Serie A1: Miglior realizzatore
- 2014 - Serie A1: Miglior attaccante[9]
- 2015 - Superlega: Miglior realizzatore
- 2015 - Superlega: Miglior attaccante[9]
- 2015 - World League: Miglior opposto
- 2016 - Superlega: Miglior realizzatore
- 2016 - Superlega: Miglior attaccante[9]
- 2017 - Champions League: Miglior opposto
- 2018 - Coppa Italia: MVP
- 2018 - Superlega: MVP
- 2024 - Chinese Volleyball Super League: Miglior giocatore straniero